# Dysdaemonia brasiliensis
Dysdaemonia brasiliensis är en fjärilsart som beskrevs av Rothschild 1907. Dysdaemonia brasiliensis ingår i släktet Dysdaemonia och familjen påfågelsspinnare. Inga underarter finns listade i Catalogue of Life.